# Nokia Shanghai Bell
Nokia Shanghai Bell, anciennement Alcatel-Lucent Shanghai Bell (ASB), est la filiale chinoise de Nokia Networks détenue à 50% plus une action par Nokia avec des partenaires chinois. Elle provient historiquement des actifs d'Alcatel-Lucent (initialement d'Alcatel Bell) qui rassemblait les activités d'Alcatel-Lucent en Chine. ASB est l'un des principaux équipementiers de télécommunications des opérateurs chinois.

## Histoire
En 1984, à l'aide  de sa filiale belge Alcatel Bell(initialement filiale du groupe américain ITT), le groupe français Alcatel crée Shanghai Bell, sa première co-entreprise chinoise spécialisée dans la commutation téléphonique.
Dès les années 1980-1990, l'autorisation des investissements en Chine des sociétés étrangères de télécommunications était conditionnée au transfert de technologie,.
En 1988, Shanghai Bell dégageait ses premiers bénéfices.
En 1991 sept ans après sa naissance, cinq ans après le début de la production, Shanghaï Bell peut revendiquer 20% du marché chinois et même 40%, une fois inclus les contrats en passe d'être définitivement signés (2,5 millions de lignes téléphoniques).
A la fin des années 1990, Alcatel regroupe toutes ses co-entreprises à 50/50 au sein d'une même structure CSL (en)(Company limited by Shares).
C'est en 2001, quelques mois avant l'entrée de la Chine dans l'Organisation mondiale du commerce, qu'Alcatel prend le contrôle de plus de 50% de la coentreprise. Elle dispose de son propre site international de R&D disposant de l'access aux technologies mondiales d'Alcatel lui permettant de développer ses propres solutions pour le marché chinois et mondial. Alcatel transfert le siège Asie-Pacifique du groupe à Shanghaï. Elle emploie 6 500 salariés et génère un chiffre d'affaires de 2 milliards de dollars.
Alcatel Shanghaï Bell (ASB) est créée en 2002.
Le partenaire chinois d'Alcatel est China Huaxin (une société créée le 21 janvier 1993 par l’État chinois). Alcatel Shanghai Bell dispose d’un réseau de vente et de service dans 31 provinces chinoises et dans 50 pays. Alcatel Shanghai Bell intègre la stratégie mondiale du groupe Alcatel.
En 2001, la firme fournit des systèmes d’accès optique, des systèmes LTE, des systèmes de communication IP et des systèmes de cœur de réseau pour les réseaux fixes et mobiles. Alcatel a dépensé 351 millions d'euros pour contrôler son coentreprise Shanghai Bell.
Alcatel fait face à la forte concurrence de sociétés chinoises (Huawei, ZTE...), malgré sa forte présence locale.
En 2009, Alcatel-Lucent remporte deux contrats pour un montant 1,3 milliard d'euros avec les opérateurs China Mobile et China Telecom pour la fourniture de réseaux de télécommunications mobile 3G et accompagnement pour évolution vers le LTE et la 4G. Alcatel  effectue aussi le déploiement de réseaux 3G pour China Unicom dans 14 provinces uchinoises.
En 2012, Alcatel-Lucent Shanghai Bell fournit à China Telecom son  réseau à haut débit qui lui permettra d'offrir des services tels que la vidéo à la demande ou la télévision sur IP (IPTV) à des millions de foyers chinois grâce au déploiement FTTH (fiber-to-the-home, fibre jusqu’au domicile).
En 2015, le ministère chinois du Commerce a accepté le projet de Nokia de racheter Alcatel-Lucent sous conditions fixées par l'autorité chinoise de la concurrence, qui concernent les normes utilisées pour les télécommunications sans fil et les licences sur les brevets.
En 2017, Nokia and China Huaxin créent leur co-entreprise Nokia Shanghai Bell regroupant toutes les activités de Nokia en Chine comprenant celles en provenance de ASB.
En 2021 Nokia s'appuie toujours sur ASB et vient, par exemple, de remporter un contrat pour (en)Airport Authority Hong Kong (AAHK) pour déployer un réseau Nokia IP/MPLS mission critique pour les opérations de la tour de contrôle de l'Aéroport international de Hong Kong((en)Hong Kong International Airport: HKIA).